# Spaniere
En spanier eller spaniol er en person af spansk afstamning eller en person med spansk statsborgerskab.
Navnet spaniol er en ældre og mere gammeldags dansk betegnelse, specielt om de spanske styrker i Danmark i 1808.
Desuden er det betegnelsen for de jøder, som blev fordrevet efter 1492 fra Spanien til Nærorienten (Mellemøsten), samt deres efterkommere.
Over de sidste årtier har mange danskere generelt haft en forståelse af ordet spaniol som værende nedsættende. Dette er dog ikke korrekt. At ordet spaniol skulle være nedsættende er således ikke knæsat af ordbøgerne, og man skal lede længe, hvis man skal finde belæg for den i faktisk forekommet skriftsprog. En søgning i artikeldatabasen InfoMedia inden for perioden 1990-2007 giver knap 500 forekomster af spaniol og over 34.000 af spanier. De små 500 anvendelser af spaniol – trods alt et anseligt antal – ser ud til at bruge ordet helt neutralt. Ligeledes anvendes ordet stadig neutralt på lige fod med spanier i både Norge og Sverige.
I sejlskibstiden kunne en spaniol også være et spansk skib. 